# W56型核弹

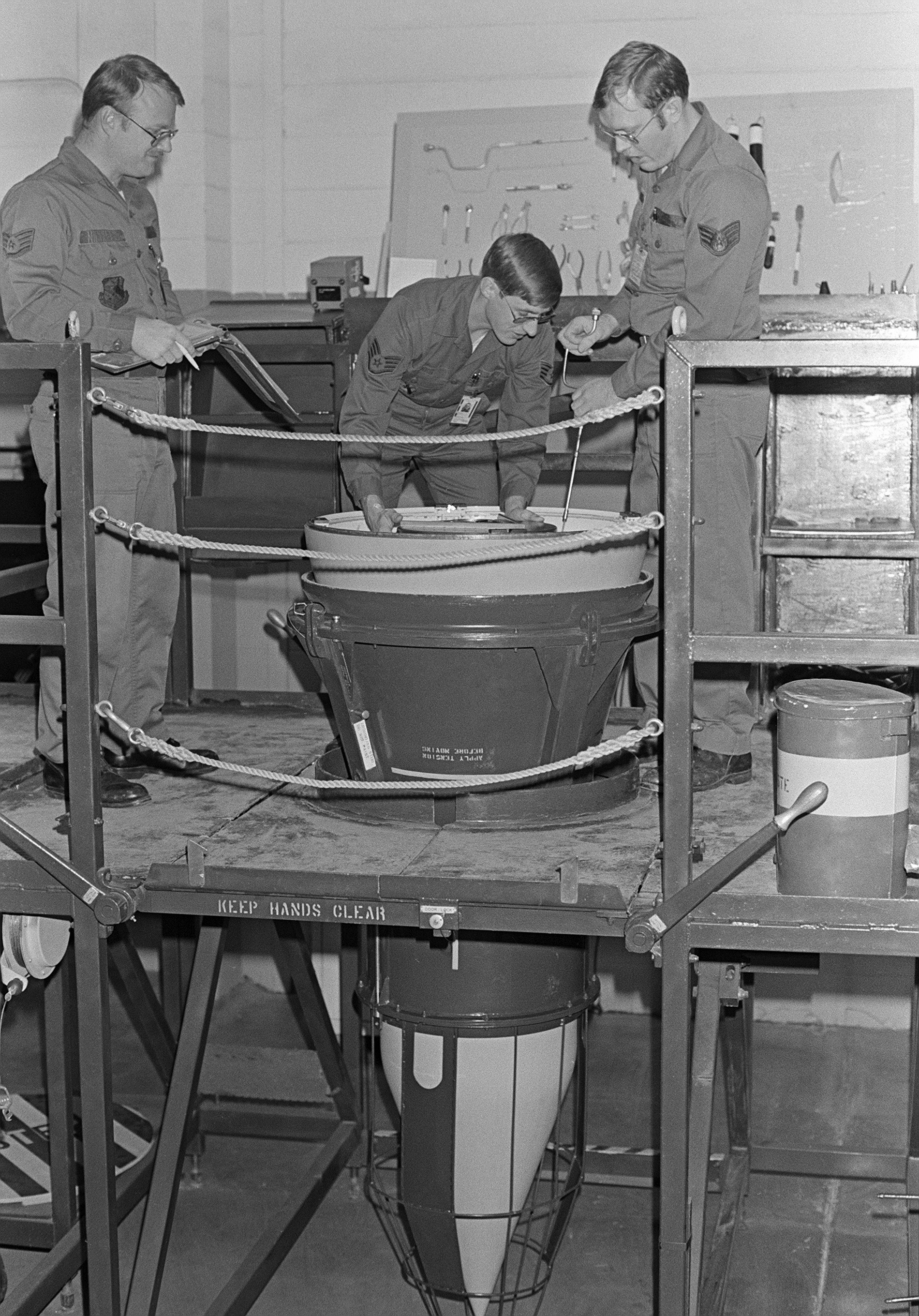
三位技术人员正在LGM-30F民兵II洲际导弹中的W56 Mk-11型弹头周围工作。拍摄于1985年1月1日。

W56（最初也被称为Mark 56）是美国从1963年开始生产的氢弹，并持续服役于民兵I和II洲际弹道导弹直到1993年。
该型核弹头的爆炸当量为120万吨TNT（5.0PJ），其展现出的当量-重量比为4960吨TNT / 千克（20.8PJ/吨），非常接近美国有史以来制造的最高爆炸当量的核武器B41中可实现的5100吨TNT/千克（21PJ/吨）的当量-重量比预测值。然而，与从未进行过全当量测试的B41不同，W56在1962年多米尼克行动的XW-56-X2蓝石射击中实际检验了自己的核爆炸效率。  
W56的Mod 1即模组1于1963年3月开始生产。Mod 4弹头于1967年5月开始生产，1969年5月全部完成制造。W56共计生产了1000枚，其中455枚为Mod 4弹头。这些弹头在1991年至1993年间陆续退役，  最后一枚W56弹头于2006年6月被拆除。  据报道，其中一枚弹头的爆炸透镜中具有高性能但敏感的聚合物粘结炸药（PBX），在2005年的拆解过程中曾一度就要引爆，因为当时在拆卸爆炸物的工作人员为其施加了危险的压力。 

## 开发历史
W56计划始于需要两个新弹头来进行武装的武器系统WS-133A，也就是后来所谓的民兵弹道导弹。该研究于1958年3月发布，计划创建两个弹头设计版本；一款330磅（150千克）级弹头和一款550磅（250千克）级弹头。这些弹头将在指定重量内具有可实现的最大爆炸当量，并预备在1962年中期进行作战部署。 
一个可行性研究小组于1958年5月5日举行了讨论会议并被要求应尽可能快的完成研究。一天后他们得出结论，对轻型弹头的要求可以通过修改MGM-31潘兴使用的W50型弹头来满足，而重型弹头可以通过重新设计海军为北极星A-1开发的W47型弹头来实现。然而，由于缺乏民兵导弹那般庞大的资金支持，这些计划在1958年余下的时间里几乎没有再采取过进一步的行动。 
1959年3月，第二份可行性研究报告被发布，报告称W47的重量可以进一步减轻，并且由于美国暂停了核试验，因此需要专注于无须测试的设计。当月晚些时候，空军特种武器中心加快推进了民兵计划，并要求桑迪亚国家实验室提供新的可用日期。实验室的反馈是，对可用性的主要限制来源于生产开始前进行大约一年六次弹头飞行的测试需要。如果W47原封不动地拿去使用，测试可以在1959年12月之前完成，但如果弹头需要被修改，测试就可能会延长一年。 
8月，参谋长联席会议分配了弹头的要求。他们建立了20英寸（510毫米）的最大弹头直径，60英寸（1500毫米）的长度和600磅（270千克）的重量，在这个重量和包装尺寸下可以获得最高的当量-重量比。AVCO制造公司则被指派开发再入飞行器。 
9月，武器的军事特征得到指定，W56被要求进行地面和空中爆破测试，弹头将只需要最少的维护，并且无人看管的周期可长达3年。除非需要使用铁磁X单元，否则弹头不会包含主动力源，并且弹头内将加装一个环境安全装置，以最大限度地减少破坏性核爆炸发生的可能性。 
弹头的开发最初委托于劳伦斯辐射实验室 ，1959年11月，开发名称WX-56和XW-56-X1被分配给了该计划。 虽然源自W47，但桑迪亚国家实验室认为，由于该武器的非核部件比W47中的轻，XW-56的总弹头重量约为300千克。 该计划不需要新材料并且所有组件都可用于其他项目，因此计划从1962年中期便开始进行早期生产。 
于此同时，XW-56-X1也被开发了出来。 该弹头是改进版的XW-56，但到1960年8月，辐射实验室相信XW-56-X1有条件发展出一种全新的武器，因此利用了所有可能的设计来进行改进。此时他们的意图是让XW-56-X1来武装民兵导弹，但如果导弹在1963年7月的计划库存进入日期之前就被启用，那么原本的XW-56将作为替代者被投入使用。 
然而，到了1960年8月，民兵导弹的生产计划已被明显推迟，生产XW-56作为临时弹头的必要性大大降低，这导致了同时发展两种武器是否会减缓XW-56-X1研发的争论。 辐射实验室认为，将不太先进但经过测试的XW-56与更先进但未经测试的XW-56-X1放在一起会有一些好处，但现场指挥部认为混合使用经过测试和未经测试的弹头是毫无价值的，因此要求只生产XW-56-X1。  12月，军事应用司取消了XW-56弹头计划。 
1960年9月，XW-56-X1显然接受了由洛斯阿拉莫斯国家实验室开发的新一级设计。 拟议的武器弹药特性规定，弹头将通过单个法兰盘连接到再入飞行器，该法兰盘为弹头提供了悬臂支撑。这将有助于缓解弹头和再入飞行器之间的热膨胀问题。弹头还包括一个新系统，以避免在发生火灾时助推气体被移入坑道中。该弹头于1960年10月13日被批准为民兵导弹所用核弹头。 
XW-56X-1弹头，也就是现在所谓的Mark 56 Mod 1 的计划供货日期为1963年4月。 从1962年7月开始，该弹头进行了一系列飞行测试，计划生产日期为1963年5月。  1961年6月，生产日期被要求加速至1963年2月，同时提高早期生产速度，但在讨论了实现这一目标的困难之后，该要求被放弃了。 
然而，在1962年1月，又增加了使用外部引爆和斩波转换器点火装置的新要求。这催生了XW-56-X2弹头。XW-56-X1也不再被命名为Mark 56 Mod 1，取而代之的是，XW-56-X2将采用Mod 1的命名方法。 弹头设计于1962年5月发布并于1963年3月开始生产。 弹头直径17.4英寸（440毫米），长47.3英寸（1200毫米），重600磅（270千克），并安装在Mark 11再入飞行器上。 
1962年12月，人们注意到他们的团队正在努力强化弹头，以抵御反弹道导弹系统等爆破手段。于是又决定改变弹头安装到再入飞行器上的方式。结果是弹头和再入飞行器之间被放置了一个蜂窝套筒，而不是单个法兰盘，并提供了区域载荷。由于这种临时设计，XW-56-X3被赋予了新的生产和命名方法即Mark 56 Mod 2。该设计不能与Mod 1弹头互换，计划于1964年4月生产。 
除了少数例外，Mod 2的设计与Mod 1的设计大体相同。这些少数变化中包括新的惯性开关，因为原件无法承受所涉及的冲击，以及重新设计了新型中子发生器以改进发电机的安装系统。新的再入飞行器被称为Mark 11A。再入飞行器中装有弹头，整个系统直径为32英寸（810毫米），长80.5英寸（2，040毫米），重831磅（377千克）。1964年8月投产。 
1966年5月，桑迪亚国家实验室和利弗莫尔开始为W56进行高能X射线硬化计划。这期间所做的确切更改至今仍然是机密，但其中一部分改进是为其包含一个前方护盾。改进后的弹头被称为XW-56-X4，并被正式命名为Mark 56 Mod 3。现有的Mod 2弹头也被改装成了Mod 3的设计，并于1967年2月实现了早期生产。 
作为最后一种武器版本，Mark 56 Mod 4于1967年3月开始开发。该计划旨在进一步强化武器以抵御X射线的影响。  1967年5月开始生产。Mod 4弹头的进一步细节尚未解密，只是它可能重达680磅（310千克）。 

## 模组与工程名
该武器有单独的工程和生产（型号编号）名称。
| 工程名称 | 生产名称      | 生产日期              | 笔记 |
| -------- | ------------- | --------------------- | --- |
| XW-56    | /             | 从未投入生产          | 原型弹头开发。使用来自W47弹头的经过测试的组件。可能被命名为Mark 56 Mod 0 。                                                                                             |
| XW-56-X1 | /             | 从未投入生产          | Mark-56 Mod 1的原始弹头，后被替换为XW-56-X2。劳伦斯利弗莫尔将其描述为“一种利用所有可能的设计改进的全新武器”。可能已经使用了洛斯阿拉莫斯开发的新一级阶段。可从内部启动。 |
| XW-56-X2 | Mark-56 Mod 1 | 1963年3月至?          | 初始生产弹头。与XW-56-X1相同，只是它使用外部启动的设计。与Mod 2的升级型号无法兼容。                                                                                     |
| XW-56-X3 | Mark-56 Mod 2 | 1964年8月至?          | 临时抗震弹头。 |
| XW-56-X4 | Mark-56 Mod 3 | 1967年2月至?          | 高能抗X射线弹头。 |
| 未知     | Mark-56 Mod 4 | 1967年5月至 1969年5月 | 抗X射线弹头。没有给出W56 Mod 4的工程名称，但可能是XW-56-X5 |